# Sorbolo
Sorbolo ist eine Fraktion und Gemeindesitz der italienischen Gemeinde (comune) Sorbolo Mezzani in der Provinz Parma, Region Emilia-Romagna.

## Geographie
Der Ort liegt etwa 10 Kilometer nordnordöstlich von Parma an der orographisch linken Uferseite des Torrente Enza, einem rechten Nebenfluss des Po.

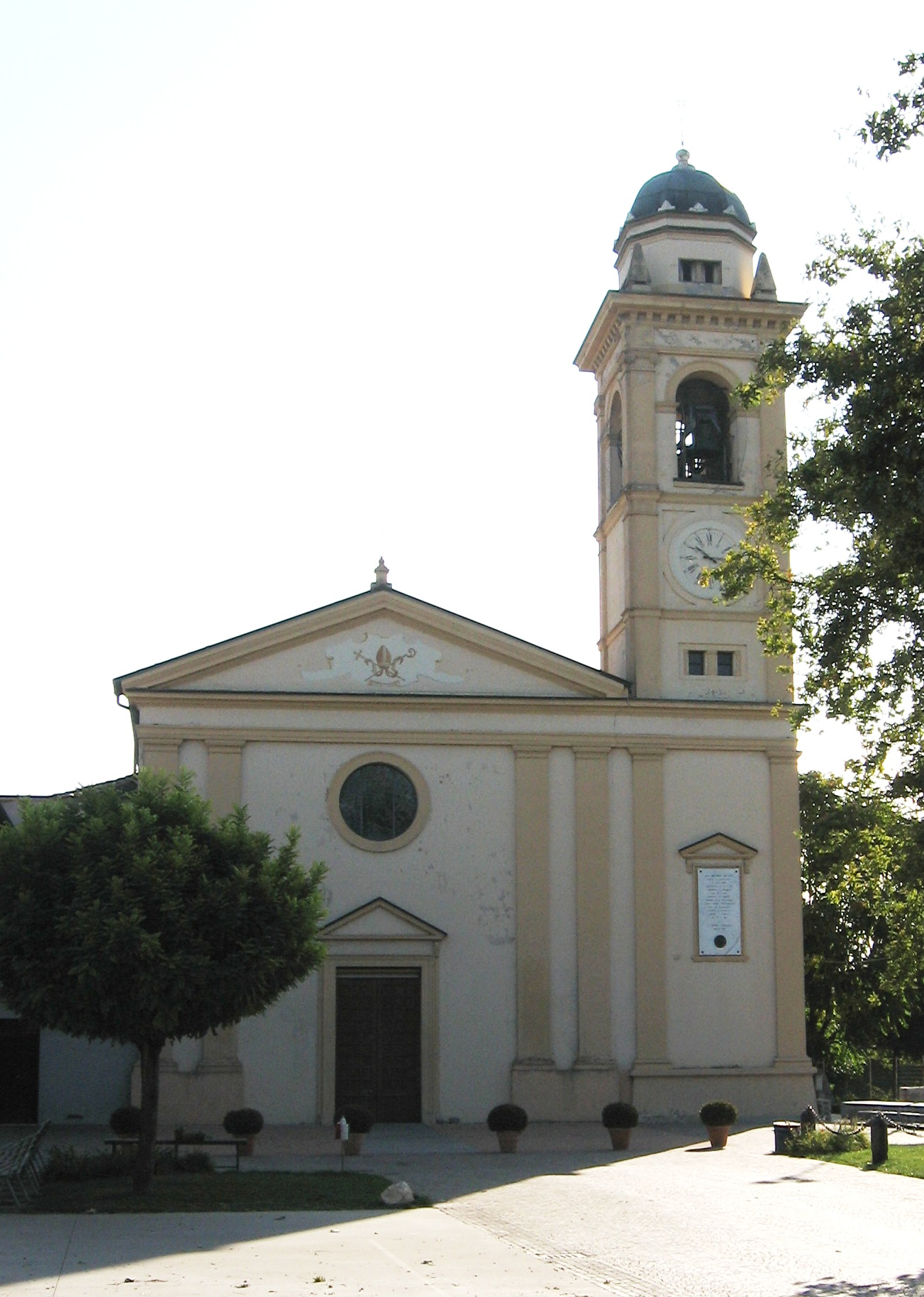
Kirche in Coenzo

## Geschichte
Sorbolo war bis 2018 eine eigenständige Gemeinde und schloss sich am 1. Januar 2019 mit der Nachbargemeinde Mezzani zur neuen Gemeinde Sorbolo Mezzani zusammen. Zum ehemaligen Gemeindegebiet von Sorbolo gehörten auch die Ortsteile Bogolese, Casaltone, Coenzo, Enzano, Frassinara und Ramoscello.

## Verkehr
Sorbolo hat einen Bahnhof an der Strecke Parma-Suzzara.

## Partnerschaft
- Viriat (Frankreich)

## Persönlichkeiten
- Memo Benassi (1891–1957), Schauspieler